# Área de Proteção Ambiental de Anhatomirim
A Área de Proteção Ambiental de Anhatomirim é uma unidade de conservação brasileira de uso sustentável da natureza localizada no município catarinense de Governador Celso Ramos. Protege uma importante biodiversidade e recursos naturais da região.

## Histórico
A Área de Proteção Ambiental de Anhatomirim (APA de Anhatomirim) foi criada pelo Decreto nº 528, de 20 de maio de 1992 e seu nome se refere à Ilha de Anhatomirim, localizada dentro da APA. A solicitação de criação da unidade, segundo o Ibama, partiu do ambientalista André Freysleben.
Objetiva assegurar a proteção da população residente de golfinhos da espécie Sotalia guianensis, a sua área de alimentação e reprodução, bem como de remanescentes da floresta pluvial Atlântica e fontes hídricas (nascentes localizadas na chamada Serra da Armação) de relevante interesse para a sobrevivência das comunidades de pescadores artesanais da região.
No ano de 2010 a importância da APA de Anhatomirim barrou a construção de um mega-empreendimento na região, o Estaleiro OSX, do empresário Eike Batista, cuja implantação encontrava-se na época em fase de licenciamento ambiental e ocasionaria diversos impactos ambientais negativos se construído.
Em 2013 a APA ganhou finalmente seu Plano de Manejo, documento legal construído com participação da comunidade e que definiu o zoneamento e regras de utilização da área. 

## Biodiversidade

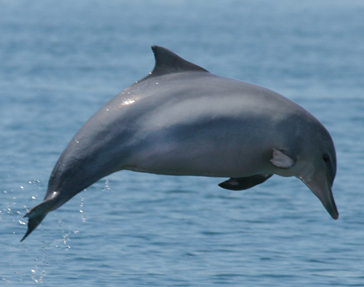
Sotalia guianensis, golfinho símbolo da APA de Anhatomirim.

### Golfinhos e outros mamíferos marinhos
O animal de maior proteção nesta Unidade Conservação é golfinho da espécie Sotalia guianensis (antes dos anos 2000 denominada uma subespécie de Sotalia fluviatilis), também conhecidos popularmente como boto-cinza ou boto-da-manjuba. Na área da APA vivem de forma permanente de 50 a 100 indivíduos destes golfinhos, conforme documento de 2013 . Em média, medem 1,5 metros de comprimento e 42 quilos, e se alimentam de espécies de peixes também pescadas por pescadores .
Além do boto-cinza, também ocorrem a presença de outras espécies de golfinhos e mamíferos marinhos, como o boto-preto ou boto-da-tainha (Tursiops truncatus), que ocorre na área sozinho ou em grupos de apenas 3 a 10 animais, além da toninha (Pontoporia blainvillei) e muito raramente o golfinho-pintado-do-Atlântico (Stenella frontalis). A baleia-franca também pode ser avistada na área em certos ocasiões. 

### Peixes, moluscos e crustáceos
Na área ocorrem diversas espécies de frutos do mar, que servem como fonte de renda e alimentação para a população da região, cuja economia é em boa parte baseada historicamente na pesca destes recursos marinhos. Entre eles podemos destacar o  camarão-branco (Litopenaeus  schimtti), a corvina (Micropogonias  furnieri), a tanhota (Mugil curema), a tainha (Mugil liza), entre muitas outras espécies. Também pode-se destacar a coleta de moluscos como o berbigão (Anomalocardia brasiliana) e o marisco ou mexilhão (Perna perna), além de siris (Callinectes  sapidus e Callinectes  danae). No entanto, cabe-se destacar que muitos destes recursos marinhos encontram-se reduzindo cada vez mais suas populações ao longo dos anos.

### Mamíferos terrestres
São mamíferos presentes na APA a capivara, lontra, mão-pelada ou guaxinim, cachorro-do-mato, tatu-galinha e gambá-de-orelha-preta .

### Aves
Também ocorrem da APA ou na região próxima dela, aves consideradas raras para o Brasil, como Flamingo-dos-Andes, registrado principalmente durante o inverno na localidade do Canto dos Ganchos, em frente à foz do Rio Inferninho, e região do estuário do Rio Tijucas.

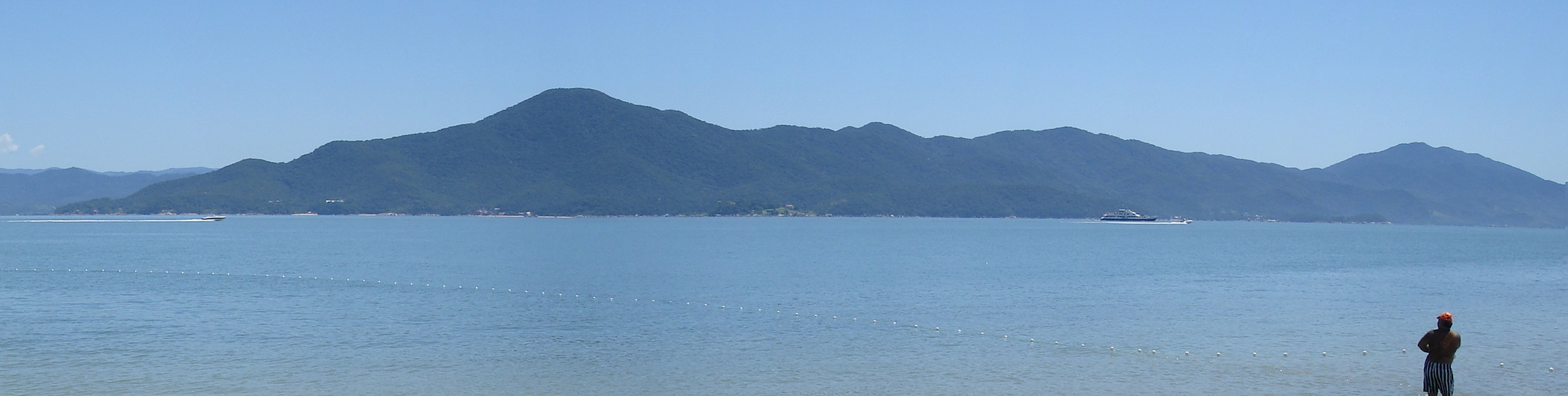
Panorâmica da APA de Anhatomirim: área marinha e área florestal, da Serra da Armação.

## Delimitação da área
Com uma área de 3 000 ha, inicia-se na foz do Rio Pequeno ou das Areias, junto à Praia do Tijuquinhas, seguindo em direção Norte pela estrada que liga a Praia Tijuquinhas ao povoado de Areias Segunda, deste ponto, segue pela Rodovia Estadual SC-409 em direção NE até o local em que a mesma cruza o Rio Antônio Mafra, deste ponto, segue o curso do Rio Antônio Mafra até sua foz na praia da Armação da Piedade; deste ponto, segue em direção NE, acompanhando o limite dos terrenos de marinha até a Ponta do Mata-Mata; deste ponto, segue numa linha reta em direção Sul até a distância de uma milha marítima da costa; deste ponto, o limite acompanha a distância de uma milha marítima da costa, rumo geral Sudoeste, até encontrar a Baía de São Miguel; deste ponto, segue numa linha reta em direção Norte, até encontrar o seu início na foz do rio Pequeno/das Areias, onde o perímetro da área protegida é fechado.